# Beverley Whitfield
Beverley Joy Whitfield, född 15 juni 1954 i Wollongong, död 20 augusti 1996 i Shellharbour, var en australisk simmare.
Whitfield blev olympisk guldmedaljör på 200 meter bröstsim vid sommarspelen 1972 i München.